# Аблітаров Різван Решатович
Різва́н Реша́тович Абліта́ров (крим. Rizvan Ablitarov, нар. 18 квітня 1989, Шахрисабз, СРСР) — український кримськотатарський футболіст, що виступає на позиції захисника. Брав участь у неофіційних матчах збірної кримських татар з футболу.

## Життєпис
Різван Аблітаров народився в узбецькому місті Шахрисабз в родині футболіста Решата Аблітарова, що й був його першим тренером. Займатися футболом почав у ДЮСШ міста Судак, з 2003 по 2006 рік виступав у чемпіонаті ДЮФЛУ за сімферопольське УОР.
Влітку 2006 року перейшов до складу дніпропетровського «Дніпра», однак більш ніж за 3 роки перебування в команді жодного разу у основі «дніпрян» так і не зіграв, обмежуючись виступами за дублюючий склад. В цей же час Різван почав залучатися до юнацьких збірних України різних віків, а у 2006 році навіть зіграв у складі збірної кримських татар на неофіційному турнірі серед народів, збірні яких не визнані ФІФА. З 2009 по 2012 рік захищав кольори маріупольського «Іллічівця», втім тут на нього чекала та сама доля що й у Дніпропетровську.
У 2012 році Аблітаров повернувся на Кримський півострів, уклавши угоду з футбольним клубом «Севастополь». Відіграв 4 матчі за «Севастополь-2», що виступав у другій лізі, після чого був відданий у оренду спочатку до чернівецької «Буковини», а згодом до «Титана» з Армянська. Після анексії Криму Росією Різван вирушив до Латвії, де більше ніж півроку виступав у складі «Даугави» з Даугавпілса та зайняв зі своєю новою командою п'яте місце в латвійській вищій лізі.
Навесні 2015 року Аблітаров повернувся до України, приставши на пропозицію київської «Оболоні-Бровар», разом з якою йому вдалося здобути срібло другої ліги, а через рік бронзові медалі першої ліги України. У лютому 2017 року підписав контракт з клубом «Чорноморець» (Одеса). У Прем'єр-лізі дебютував 11 березня того ж року в матчі проти кам'янської «Сталі».
У червні 2017 на правах вільного агента перейшов в клуб «Атирау», за який дебютував 21 червня того ж року в півфінальному матчі кубка Казахстану. У тому матчі Різван відіграв всі 90 хвилин, а його команда перемогла 3:0, що дозволило вийти в фінал турніру. Протягом двох наступних сезонів теж разом з командою виходив у фінал національного кубка, проте у всіх випадках його команда зазнавала невдачу. В кінці 2019 року покинув клуб в статусі вільного агента, а з нового року став гравцем клубу «Кайсар».
У вересні 2020 року у статусі вільного агента підписав однорічний контракт з «Олімпіком» (Донецьк).

## Досягнення
«Жетису»
- Фіналіст Кубка Казахстану (3): 2017, 2018, 2019

 «Оболонь-Бровар»
- Бронзовий призер Першої ліги України (1): 2015/16
- Срібний призер Другої ліги України (1): 2014/15